# Eiras (Arcos de Valdevez)
Eiras is een plaats (freguesia) in de Portugese gemeente Arcos de Valdevez en telt 320 inwoners (2001).

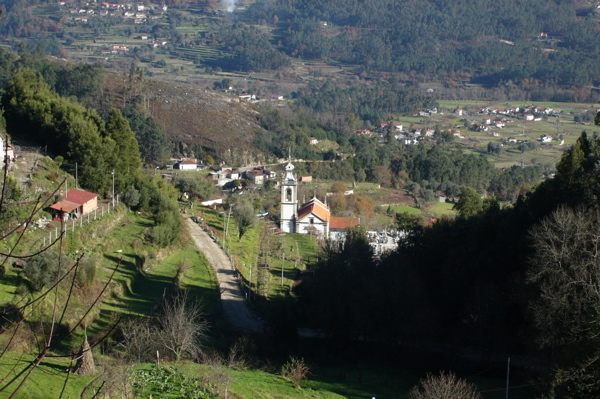
Kerk van Eiras

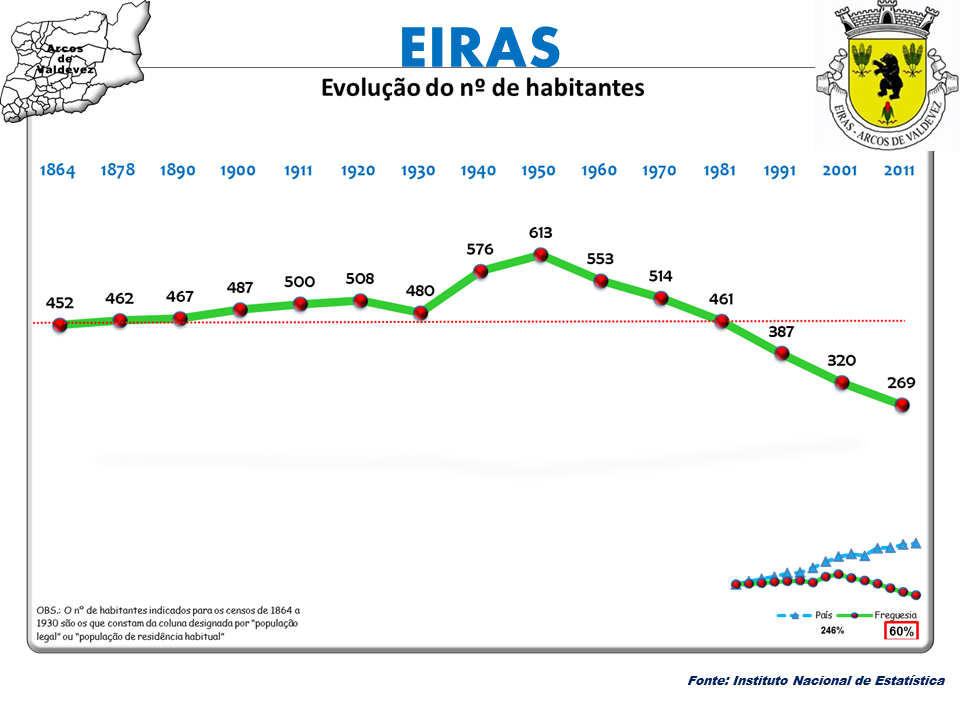
Bevolkingsontwikkeling tussen 1864 en 2011